# Peter Kunz (Politiker, 1816)
Johann Peter Kunz (* 22. Oktober 1816 Eschborn; † 22. Juni 1888 ebenda) war ein deutscher Bürgermeister und  Abgeordneter.

## Leben
Kunz war der Sohn des Schultheißen und Abgeordneten Nikolaus Kunz (1780–1843) und der Maria Barbara geborene Jäger (1782–1829). Er war evangelisch und heiratete am 11. Juni 1837 in Eschborn Susanna Katharina Wohnbach (* 23. März 1817 in Eschborn; † 18. April 1867 ebenda), die Tochter des Müllers Andreas Wohnbach und der Franziska Bach.
Kunz lebte in Eschborn, wo er auch Bürgermeister war. Von 1858 bis 1860 war er Mitglied der Zweiten Kammer des Landtags des Herzogtums Nassau für den Wahlkreis XX Höchst. Nachdem er sein Mandat niedergelegt hatte, wurde Adam Weinbach sein Nachfolger.